# شتلوک
شتلوک (به لهستانی:  Szetlewek) یک روستا در لهستان است که در گمینا زاگوروو واقع شده‌است.